# Blankenhainer Schloss

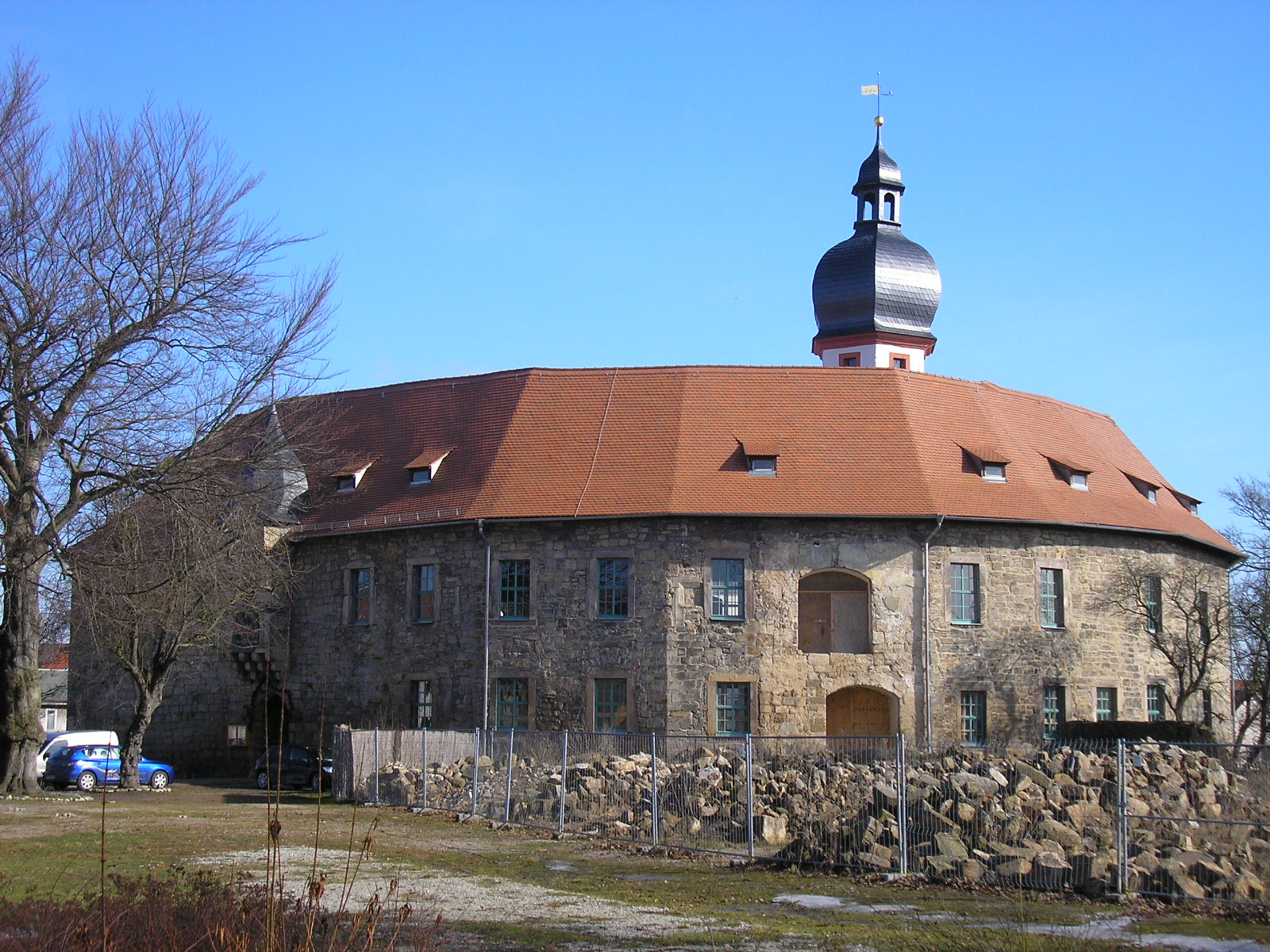
Schloss Blankenhain

Das Schloss Blankenhain befindet sich in der Stadt Blankenhain im Landkreis Weimarer Land in Thüringen.

## Lage
Blankenhain und sein Schloss liegen recht geschützt im Tal der Schwarza, umgeben von den Hochflächen zwischen Saale und Ilm. Einst kreuzten hier Handelsstraßen von Nord nach Süd und West nach Ost.

## Geschichte
Das Schloss steht auf dem Platz einer hochmittelalterlichen Burg. Sie wurde 1150 auf dem erhöhten Plateau inmitten der Stadt erbaut. Bereits 1147 wurde ein Zeuge Gottfried von Blankenhain erwähnt. Die Herren von Blankenhain sind wohl eine Nebenlinie der Herren von Mellingen. Sie waren ab dem 13. Jahrhundert Vasallen der Erzbischöfe von Mainz und waren seit 1256 hier ansässig. Nachdem Heinrich, der letzte der alten Herren von Blankenhain, 1416 verstarb, ging Blankenhain in den Besitz der Brüder Ernst X. und Ludwig I. aus dem Geschlecht der Grafen von Gleichen über. Die Burg wurde um 1500 stark ausgebaut. Der Bergfried wurde im Dreißigjährigen Krieg abgebrochen. 
Seit 1639 befand sich Blankenhain im Besitz der Grafen von Hatzfeld, da es Melchior von Hatzfeld, ein Feldherr im Dreißigjährigen Krieg, erworben hatte (neben der Burg Gleichen einschließlich des Ortes Wandersleben, der Niederburg Kranichfeld und dem Gericht zu Hochheim sowie der schlesischen Herrschaft Trachenberg). Nach dem Brand im Jahre 1667 erhielt das Schloss zwischen 1680 und 1690 weitgehend seine heutige Gestalt durch die Gräfin Hatzfeld. Neben den mittelalterlichen Gewölben stammen die ältesten sonst noch erhaltenen Teile des heutigen Schlosses aus der Zeit um 1500.
Nach dem Tode von Karl Friedrich Graf von Hatzfeld kam Blankenhain 1793 als heimgefallenes Lehen an das geistliche Kurfürstentum Mainz. Im Jahre 1802 nahmen die Preußen Besitz von Blankenhain. Die 13 Jahre ihrer Herrschaft wurden unterbrochen von einer französischen Administration von 1811 bis 1813, während der die Herrschaft Blankenhain mit dem Erfurter Staat zum Fürstentum Erfurt gehörte. Aufgrund der Staatsverträge von Paris und Wien 1815 ging die Herrschaft Blankenhain und Niederkranichfeld an den Großherzog von Sachsen-Weimar-Eisenach über. Zwischen 1861 und 1880 wurde das „Zentralgebäude“ errichtet, das in seinem Bereich die Schloßmauer ersetzt. 1919 fiel das Schloss an das Land Thüringen. Im Zweiten Weltkrieg wurde es als Adolf-Hitler-Schule unter Leitung von Herbert Reiher genutzt.